# Roos Boelsma
Rosa Klara (Roos) Boelsma (Den Haag, 9 april 1909 – Amersfoort, 21 januari 2006) was een Nederlands zangeres. Haar stembereik was alt. Haar grote voorbeeld was Aaltje Noordewier-Reddingius.

## Achtergrond
Ze werd geboren in het gezin van klerk (later commies) Johannes Boelsma en Antje Ybema. Ze huwde in 1944 Rienko Huisman. Het echtpaar bood in de Tweede Wereldoorlog onderdak aan Joodse vluchtelingen, maar moesten aan het eind van die oorlog zelf onderduiken, ze kwamen daarbij om de hoek te wonden van Eduard Flipse. Op latere leeftijd werd ze getroffen door een steeds heviger wordende doofheid en slechtere gezondheid. Ze werd gecremeerd op Den en Rust in Bilthoven. 

## Muziek
In eerste instantie werd ze opgeleid tot onderwijzeres aan de rijksnormaalschool in Utrecht. Daar trof ze als docent Jacques Philip Caro, die zei dat ze beter zangles kon nemen aan het Utrechts Conservatorium. Daar slaagde ze voor haar examen muziekonderwijs. Vervolgens nam ze privélessen bij Willem Ravelli (zang) en Willem van Otterloo (muziektheorie). Ze begon ook met optreden en dat beviel haar zo goed, dat ze onderwijs tijdelijk verliet. In 1940 pakte ze het onderwijs weer op door les te geven aan het Muzieklyceum in Amsterdam (tot 1950). Daarna gaf ze nog een tijd les aan eenzelfde lyceum in Arnhem.
Ze trad op onder dirigenten als Willem Mengelberg (haar favoriete dirigent), Eduard van Beinum, Anton Verheij, Anton van der Horst, Carl Schuricht, Eugen Jochum enz. Ze wisselde oratoria af met liederenrecitals met begeleider Felix de Nobel. Ze was ook enig tijd lid van het Nederlands Kamerkoor (tot aan haar huwelijk). In 1942 maakte ze onderdeel uit van het Nederlandsch Vocaal Kwartet met Corrie Bijster, Laurens Bogtman en Frans Vroons. Op het afscheid maart 1951 van Willem Mengelberg bij het Concertgebouworkest zong ze onder Otto Klemperer Abschied uit Das Lied von der Erde van Gustav Mahler. In 1954 zong ze tijdens de Nederlandse première van A child of our time van Michael Tippett onder Leonard Bernstein. In 1964 stopte ze met concerten geven.
Lievelingscomponisten van haar waren Gustav Mahler (voornamelijk Symfonie nr. 2 en liederen) en Ludwig van Beethoven (met name Symfonie nr. 9). Ze zong ook Nederlands repertoire van Alphons Diepenbrock (Te Deum en Die Nacht), Henk Badings, Andries de Braal (hij droeg Psalm XIV aan haar op) en Herman Strategier (De krekel op de harp) en Mies Rinkel - de Vos. Rudolf Mengelberg droeg twee werken aan haar op (Adoro Te en Magnificat), die ze ook gezongen heeft. 
Door haar lange zangcarrière ontmoette ze veel collegae: Jacques Philip Caro (leraar), Annie Hermes (collega), Phia Berghout (vriendin), Jo Vincent (collega), Suze Luger-van Beuge (collega), Louis van Tulder (collega), Willem Ravelli (leraar en “ontdekker”), Willem van Otterloo (leraar), Bodi Rapp (lerares), Felix de Nobel (begeleider), Ans Stroink (collega), Jo van de Meent (collega), Elly Ameling (collega en vriendin), Nancy van der Elst (collega muzieklessen), Hazel Smit-Beeley (leerlinge), Mies Wemelsferder (leerlinge),
Haar privéarchief is opgenomen in het Nederlands Muziek Instituut.